# بویوک عمیلی
بویوک عمیلی (به لاتین: Böyük Əmili) یک منطقه مسکونی در جمهوری آذربایجان است که در شهرستان قبله واقع شده است. بویوک عمیلی ۱۱۲۸ نفر جمعیت دارد.